# Parité (sociologie)
Pour les articles homonymes, voir Parité.
En sociologie, la parité désigne une égalité de la représentation de deux parties ou plus dans une assemblée, une commission, ou un corps social.
Lorsqu'il est allégué que certaines catégories sociales subissent une forte disparité entre leur nombre de base et leurs représentants élus, le principe de parité tente par des lois ou d'autres mesures de redresser ce qui est considéré comme une injustice par certaines personnes.  
Dans le cadre de la défense des droits des femmes, la notion de parité a été avancée pour défendre l'égalité organisée en nombre de sièges ou de postes occupés par les hommes et les femmes dans des institutions (publiques ou privées) qui faisaient apparaître une discrimination de fait. C'est ainsi que l'on parle de parité dans un parti politique, un parlement ou dans une profession.

## Quelques exemples

### Gouvernements
En Norvège, en 1986, le gouvernement de la Première ministre travailliste Gro Harlem Brundtland compte autant de femmes que d'hommes.
Selon ONU Femmes et l'Union interparlementaire, l'évolution du nombre de pays comptant au moins 50 % de femmes ministres est la suivante :
- trois pays en janvier 2014 : Nicaragua, Suède et Finlande ;
- cinq pays en 2015 (Finlande, Cap-Vert, Suède, France et Liechtenstein) ;
- six pays en 2017 (Bulgarie, France, Nicaragua, Suède, Canada et Slovénie)[2].
- neuf pays au 1er janvier 2019 : l'Espagne (64,7 % - gouvernement Sánchez I) ; le Nicaragua (55,6 %) ; la Suède (54,5 % - gouvernement Löfven) ; l'Albanie (53,3 %) ; la Colombie (52,9 %) ; le Costa Rica (51,9 %) ; le Rwanda (51,9 %) ; le Canada (50,0 %) ; la France (50,0 % - gouvernement Philippe II) — les gouvernements de l'Afrique du Sud, de l'Éthiopie, des Seychelles, de la Suisse et du Liechtenstein, dont le nombre de membres est impair, comptent un nombre de femmes inférieur d'un individu à la moitié[3]. Le Rwanda et le Nicaragua se distinguent parmi ces pays par leur autoritarisme[4].

Formé en 2007, le gouvernement Vanhanen II (finlandais) comprend 12 femmes sur 20 membres (60 %), soit un montant record, qui devance celui établi par la Suède (52 %),. Le record est battu par en 2018 par le gouvernement Sánchez I (espagnol) avec 11 femmes sur 17 membres, soit près des deux tiers des portefeuilles (64,7 %),. Formé en 2019, le gouvernement Marin (finlandais) comprend 12 femmes sur 19 membres (63,2 %).
Selon les données de janvier 2017, la moyenne mondiale des femmes occupant des postes ministériels est de 18,3 %.

### Fonctions électives
Julie Ballington, conseillère politique à ONU Femmes, indique en 2018 qu'« il y a en moyenne 24 % de députées dans les parlements du monde entier », proportion en lente hausse.
En 2018, 24 pays (dont aucun en Europe) imposent des quotas de femmes au parlement ; 60 % des sièges leur sont notamment réservés au Rwanda. Pour faire suite au référendum chilien de 2020, l'assemblée constituante est paritaire par obligation, faisant du Chili le premier pays du monde dont la constitution est rédigée par un nombre égal de femmes et d'hommes. Après les élections locales britanniques de 2021, le Parlement écossais comprend 45 % de femmes.
En France, la loi du 6 juin 2000 sur la parité vise à imposer, dans la mesure du possible, l'égal accès des femmes et à des hommes aux mandats électoraux et fonctions électives. Cette loi oblige les partis politiques à avoir le même nombre de candidats de chaque sexe pour les scrutins majoritaires et exige l'alternance des candidats masculins et féminins pour les élections proportionnelles. La France est le premier pays à se doter d'une loi pour réaliser la parité à 50 % entre femmes et hommes aux fonctions électives.

### Conseils d'administration et de surveillance d'entreprises
Depuis 2006 en France, seules les entreprises disposant d'un conseil d'administration (CA) composé d'au moins 40 % de femmes peuvent s'inscrire au registre des sociétés anonymes. La loi Copé-Zimmermann (2011) poursuit le même objectif pour les conseils d'administration.
En 2019, le Haut Conseil à l'égalité entre les femmes et les hommes (HCE) indique : « la part des femmes est en constante augmentation au sein des CA/CS [conseils d'administration ou de surveillance] des grandes entreprises cotées depuis l’adoption de la loi de 2011 et le profil des administratrices continue de se différencier de celui des hommes ». La proportion de femmes au sein des conseils d’administration et de surveillance des sociétés du CAC 40 atteint alors 44,6 % (contre 10,7 % en 2009), et 43,6 % au sein du SBF 120. En revanche, le HCE constate une « progression timide » au sein des comités exécutifs et de direction : au sein du CAC 40, la part de femmes est passée de 7,3 % en 2009 à 18,2 % en 2019.
En Allemagne, où la féminisation dans les comités de directions est en recul, avec onze des 30 sociétés du Dax ne comptant aucune femme dans ses hauts postes en septembre 2020, soit le double de 2019, une loi impose en novembre 2020 à ces sociétés que leur comité de direction comporte au moins une femme.

### Parité confessionnelle
- Au Liban, la parité désigne le fait qu'il y ait autant de députés ou de ministres chrétiens et musulmans. La parité s'applique donc depuis l'accord de Taef dans un cadre propre au confessionnalisme libanais, dans lequel il y a des sièges réservés pour chaque communauté religieuse.

### Parité linguistique
- On peut donner l'exemple entre les francophones et les néerlandophones dans certaines institutions belges. La parité s'applique alors dans le contexte propre au bilinguisme.

### Paritarisme
On parle aussi parfois du principe de parité pour désigner le paritarisme, qui consiste en la cogestion d'un organisme par un nombre égal de représentants des employés et des employeurs.

## Le principe de parité en France
En ce qui concerne la présence des femmes et des hommes dans les institutions en France, le principe de parité, défendu en 1996 par un rapport de l'Observatoire du même nom, n'a été retenu que partiellement, en raison d'une opposition du Conseil constitutionnel à une obligation de parité, se basant sur le principe de l'universalisme, et pour qui la parité serait contradictoire avec l'égalité,.  La version acceptée se traduit par une déclaration d'intention, qui est transcrite dans la mention de l'égalité des sexes par l'article premier de la Constitution : 
« La loi favorise l’égal accès des femmes et des hommes aux mandats électoraux et fonctions électives, ainsi qu’aux responsabilités professionnelles et sociales. ».   
La révision constitutionnelle acceptant partiellement ce principe a été adoptée en 1999, puis modifiée en 2008 afin d'introduire les responsabilités professionnelles et sociales. Il concerne donc aujourd'hui l'accès aux responsabilités aussi bien politiques, obtenues par l'élection, que professionnelles ou sociales.
Le principe de parité se généralise depuis à l'ensemble des postes de responsabilité. Par exemple, en 2014, la loi pour l'égalité réelle entre les femmes et les hommes accélère la mise en place d'une représentation équilibrée entre les femmes et les hommes dans les conseils d'administration des entreprises de plus de 250 salariés, dans les organisations professionnelles, dans les fédérations sportives ou encore dans les organisations culturelles. Depuis 2013, la loi Fioraso a rendu obligatoire la parité femmes/hommes pour les candidatures ou les nominations aux instances décisionnaires de l'enseignement supérieur et de la recherche. 
Le principe de parité se traduit aussi par l'adoption de quotas au sein de la fonction publique, pour les nouvelles nominations à certains emplois de direction (fixés à 40 % par la loi Sauvadet de 2012).
Même si la parité a permis de faire progresser en politique l'égalité numérique des sexes dans le périmètre d'application prévu par les différentes législations, l'étude des résultats soulève néanmoins un certain nombre de problèmes : absence d'effets d'entraînement en dehors du périmètre codifié, rôle sexualisé spécifique attribué aux nouvelles entrantes en politique, et auto-exclusion des femmes notamment en situation de prise de parole en assemblée,  « qui entretient une domination masculine résistant à cette parité »,.   
L'assimilation entre parité et quotas a été critiquée par Gisèle Halimi, co-autrice du premier rapport de l'Observatoire sur la parité, lors des premiers débats visant à modifier la loi : pour elle, « les quotas, ne relèvent pas de la même philosophie politique que la parité », et elle relève en septembre 1999 que le mot ne figure d'ailleurs pas dans les textes de loi adoptés. 

### Élections
Dans le domaine électoral, il est mis en œuvre depuis la loi du 6 juin 2000 par l'adaptation des procédures d'élection afin de rapprocher, dans la mesure du possible, le nombre des élus de chaque sexe. Il s'agit en pratique de favoriser l'élection de femmes, largement sous-représentées parmi les élus par rapport à leur part dans la population :
- Loi n° 2000-493 du 6 juin 2000 tendant à favoriser l’égal accès des femmes et des hommes aux mandats électoraux et fonctions électives ;
- Loi n° 2007-128 du 31 janvier 2007 tendant à promouvoir l’égal accès des femmes et des hommes aux mandats électoraux et fonctions électives ;
- Loi n° 2013-403 du 17 mai 2013 relative à l’élection des conseillers départementaux, des conseillers municipaux et des conseillers communautaires.

Les possibilités d'action dépendent toutefois considérablement du mode d'élection :
- dans le cas d'un scrutin uninominal tel que celui utilisé pour les élections législatives, il n'est pas possible d'imposer de manière directe un rapprochement du nombre d'élus de chaque sexe. La loi prévoit toutefois une réduction des aides publiques accordées à un parti politique qui ne présente pas un nombre égal de femmes et d'hommes aux élections législatives[23].  Les partis de gauche présentent quelquefois des propositions en faveur de la parité parlementaire à l'Assemblée nationale en association avec une dose de proportionnalité ou proportionnelle intégrale lors des législatives.

- dans les élections à scrutin de liste comportant une dose de proportionnalité, la loi impose la constitution de listes composées d'un nombre égal de candidats de chaque sexe, en alternance. Un tel scrutin permet d'accroître le nombre de femmes élues, mais ne garantit pas une égalité parfaite si le premier élu est un homme. Il est d'ailleurs possible de contourner cette règle en créant plusieurs listes, chacune dirigée par un homme. Ce mode de scrutin est utilisé pour les élections municipales dans les seules communes de 1 000 habitants et plus[24], pour les élections régionales[25] et pour les élections sénatoriales dans les départements où le scrutin de liste est appliqué [26] ;

Les élections départementales prévoient un mode d'élection original, appliqué pour la première fois en mars 2015. Les circonscriptions, utilisées auparavant pour l'élection d'un conseiller général unique, ont été remodelées afin, notamment, d'y permettre l'élection de deux candidats de sexe différent, qui se présentent en binôme. Ce scrutin garantit la présence effective d'un nombre égal de femmes et d'hommes dans les conseils départementaux.
Aux élections législatives, où il y a des suppléants, non seulement il n'y a pas de contrôle du sexe des personnes exerçant chacune des fonctions de suppléant et de député investi, mais il est à noter qu'il n'existe pas de règle imposant la formation de binômes paritaires.
| Élections                 | Date | Nombre de femmes | Nombre total d'élus | Pourcentage |
| ------------------------- | ---- | ---------------- | ------------------- | ----------- |
| Sénatoriales              | 2014 | 87               | 348                 | 25,0 %      |
| Législatives              | 2017 | 224              | 577                 | 38,8 %      |
| Européennes               | 2014 | 32               | 74                  | 43,2 %      |
| Régionales                | 2015 | 915              | 1 914               | 47,8 %      |
| Présidents de région      | 2015 | 3                | 13                  | 23,1 %      |
| Départementales           | 2015 | 2 145            | 4 333               | 49,5 %      |
| Présidents de département | 2015 | 10               | 101                 | 9,9 %       |
| Municipales               | 2014 | 212 059          | 525 761             | 40,3 %      |
| Maires                    | 2014 | 5 879            | 36 654              | 16,0 %      |

Dans tous les cas, les procédures électorales ne peuvent pas garantir que les femmes, une fois élues dans une assemblée, pourront accéder aux fonctions exécutives de ces assemblées et aux prérogatives qui sont associées à ces fonctions. 
Alors que les femmes ont obtenu 915 sièges représentant 47,8 % des 1914 élus (1 757 conseillers régionaux et 157 conseillers territoriaux) dans les conseils régionaux en 2015, seuls 3 de ces conseils sur 13, soit 23,1 %, ont élu une femme à leur présidence. 
De la même manière, seuls dix, soit 9,9 % des 101 départements français sont dirigés par une femme à l'issue du renouvellement des conseils départementaux de 2015 alors que le nouveau mode de scrutin a permis d'instaurer une parité effective parmi les membres. Sur les 4 333 conseillers départementaux (en incluant Paris, la Guyane et la Martinique), 2 145 sont des femmes, soit 49,5 %.
Sur les 72 eurodéputés français élus aux élections européennes de 2009, 32 élus soit 44,4 % étaient des femmes. Aux élections de 2014, sur les 74 eurodéputés, 32 femmes ont été élues, soit 43,2 %, mais l'une d'elles a ensuite démissionné et été remplacée par un homme. Rien ne garantit la parité aux résultats électifs, mais aussi au niveau des têtes de liste à aucune élection utilisant la notion, ce qui fait débat.
Les élections municipales de 2014 ont vu l'élection de 212 059 conseillères sur 525 761 élus, soit 40,3 % et de 5 879 femmes maires sur 36 654, soit 16,0 %.
Lors des élections législatives de 2017, 38,82 % de députées, soit 224 sur 577, ont été élues, soit le 16e rang mondial et le 4e de l'Union européenne, derrière la Suède avec 43,6 %, la Finlande avec 42 % et l'Espagne avec 39,1 %. Le volontarisme de La République en Marche, malgré l'absence de règles contraignantes qui donne du poids aux stratégies partisanes, a en effet consisté à associer des candidatures féminines à des circonscriptions sues gagnables par la future majorité. Cependant, la parité cesse ensuite de progresser, contrairement à une tendance ancienne, et une baisse assez notable, surtout de ce fait, est accusée en 2022 puisque, avec 215 élues, les femmes ne représentent plus que 37,3 % des parlementaires à l'Assemblée nationale, contre 44,1 % des candidatures. Un nouveau recul est enregistré lors des élections législatives anticipées de 2024, avec à peine plus d'un tiers de députés qui sont des députées, plus précisément 36 %, et 208 sièges. Cela rend, fait notable, l'Assemblée nationale pour la première fois moins féminisée que le Sénat. 
À la suite des élections sénatoriales de 2014, les sénatrices sont 87 sur 348, soit 25 %. Aux élections sénatoriales de 2017, les partis politiques ont adopté des stratégies anti-parité, ne permettant qu'une très légère progression de la représentation des femmes. Elles sont 29,2 % contre 25 % précédemment au Sénat. Après les élections sénatoriales de 2023, le Sénat compte cependant 128 sénatrices, soit 36,8 %, un net progrès qui demeure éloigné d'une représentation paritaire.

### Fonctions exécutives
L'application du principe de parité dépend pour une part importante de décisions volontaires des dirigeants, dans le monde politique, des communes à l'ONU en passant par l'Europe, les États, régions, départements... comme dans celui des entreprises. 
En France c'est ainsi par un choix politique que, depuis le premier gouvernement Jean-Marc Ayrault, chaque gouvernement nommé a respecté le principe de parité en ce qui concerne le nombre total de ses membres, sauf pour ce qui concerne le Premier ministre. En 2013, la France était de ce point de vue au 2e rang de l'Union européenne en nombre de femmes ministres derrière la Suède. Cependant, la France accuse encore en 2018 un retard important sur la parité au niveau communal et intercommunal, notamment dans les communes rurales et dont le nombre d'habitants est inférieur à celui qui exige une représentation paritaire. Surtout, concernant les maires, 84 % sont encore des hommes en 2018 selon un rapport  sur la « Parité dans les intercommunalités  » publié par le Haut comité à l’égalité entre les femmes et les hommes (HCEfh, une instance consultative rattachée au Premier ministre) remis à la ministre de la Cohésion des territoires et des Relations avec les collectivités. Aussi, des débats et propositions, dont celle de la députée MoDem (coalition présidentielle) de l'Isère Élodie Jacquier-Laforge déposée le 20 octobre 2021, évoquent sans résultat la question d'étendre les obligations de parité dans les conseils municipaux à l'ensemble des communes françaises. Chaque partie souligne qu'environ 25 000 communes seraient concernées par un changement dans ce cas. Un argument des opposants à cette extension est l'incompatibilité par définition entre la représentation paritaire et le nombre impair de conseillers municipaux qu'il faut dans certaines petites communes, mais la parité consiste en l'alternance des personnalités masculines et féminines en tolérant le total impair exigé sur les listes formées et parfois par les résultats lors des élections européennes notamment, et trouver des échantillons respectant dans cette mesure la parité ne devrait pas poser de difficultés concrètes dans les communes rurales.
Finalement, la loi qui, entre autres mesures, étend le scrutin de liste paritaire aux élections municipales dans l'ensemble des communes françaises est promulguée le 21 mai 2025 et doit s'appliquer à partir des élections municipales de 2026, sans concerner les scrutins anticipés qui se tiennent entre ces dates.